# Régiment de Labour
Le régiment de Labour est un régiment d’infanterie du royaume de France créé en 1692.

## Création et différentes dénominations
- 4 octobre 1692 : création du régiment de Labour, au nom de cette province
- 7 octobre 1714 : incorporation dans le régiment d'Orléans

## Équipement

### Drapeaux

Drapeau d’ordonnance
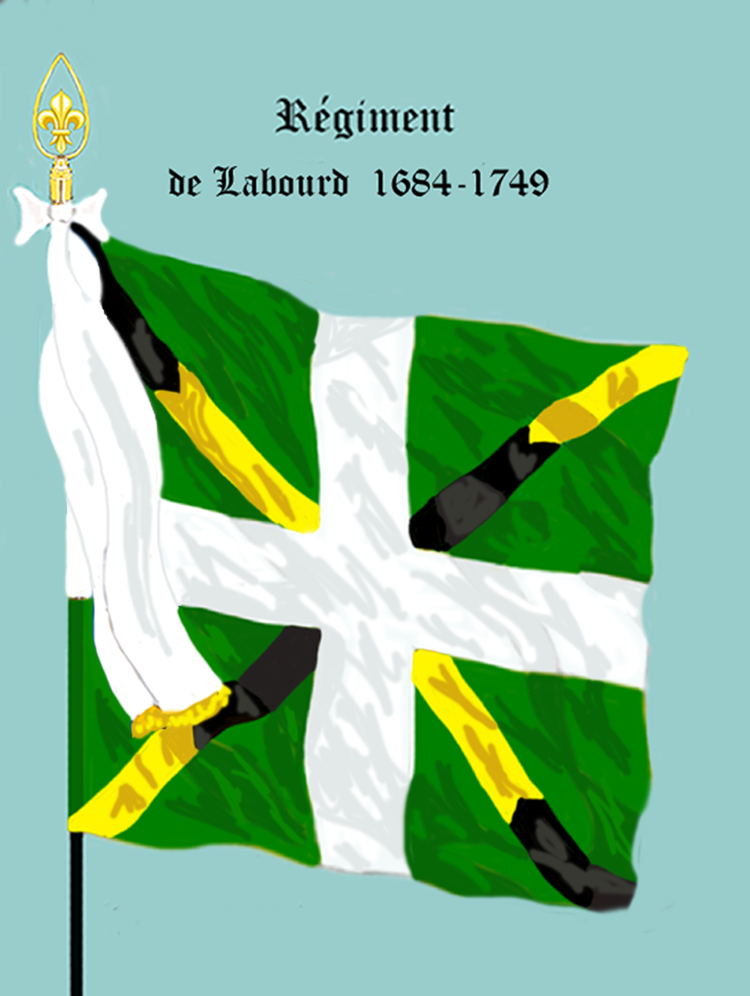
régiment de Labour de 1692 à 1714

## Historique

### Colonels et mestres de camp
- 4 octobre 1692 : Antoine de la Vove, marquis de Touvouvre
- 1701 : Claude-Alexandre, comte de Bonneval
- 1704 : N., chevalier de Bonneval
- 16 juin 1706 : Georges de Raymond

### Composition
- 4 octobre 1692 : un bataillon de 13 compagnies de 60 hommes, dont une de grenadiers
- 20 mars 1701 : levée de compagnies formées de miliciens, dont 13 sont affectées au régiment de Labour pour le porter à deux bataillons